# Torrent, Valencia
Torrent (valencianskt uttal: [toˈrent], spanska: Torrente [toˈrente]) är en stad och kommun i provinsen Valencia i den autonoma regionen Valencia i östra Spanien. Staden ligger cirka 8,5 kilometer sydväst om Valencia. Kommunen har 89 401 invånare (2024), på en yta av 69,24 km².